# Élections municipales de 2026 en Loir-et-Cher
Pour un article plus général, voir Élections municipales françaises de 2026.
Les élections municipales en Loir-et-Cher sont prévues en mars 2026. Cette page ne traite que les communes de 2 500 habitants et plus en Loir-et-Cher.

## Résultats à l'échelle du département

### Maires sortants et maires élus
| Commune                  | Population (en 2022) | Maire sortant(e)      | Parti | Parti | Maire élu(e) | Parti | Parti |
| ------------------------ | -------------------- | --------------------- | ----- | ----- | ------------ | ----- | ----- |
| Beauce la Romaine        | 3 350                | Bernard Espugna       |       | SE    |              |       |       |
| Blois                    | 47 092               | Marc Gricourt         |       | PS    |              |       |       |
| Cellettes                | 2 700                | Joël Rutard           |       | LR    |              |       |       |
| Chailles                 | 2 708                | Florent Marmagne      |       | SE    |              |       |       |
| La Chaussée-Saint-Victor | 4 488                | Stéphane Baudu        |       | MoDem |              |       |       |
| Le Controis-en-Sologne   | 6 787                | Antoine Lelarge       |       | DVG   |              |       |       |
| Cour-Cheverny            | 2 830                | François Croissandeau |       | SE    |              |       |       |
| Lamotte-Beuvron          | 4 519                | Pascal Bioulac        |       | HOR   |              |       |       |
| Mer                      | 6 294                | Vincent Robin         |       | DVG   |              |       |       |
| Montoire-sur-le-Loir     | 3 678                | Arnaud Tafilet        |       | SE    |              |       |       |
| Mont-près-Chambord       | 3 360                | Gilles Clément        |       | LÉ    |              |       |       |
| Montrichard Val de Cher  | 3 641                | Damien Hénault        |       | LR    |              |       |       |
| Noyers-sur-Cher          | 2 654                | Philippe Sartori      |       | SE    |              |       |       |
| Romorantin-Lanthenay     | 18 377               | Jeanny Lorgeoux       |       | DVG   |              |       |       |
| Saint-Aignan             | 2 826                | Éric Carnat           |       | SE    |              |       |       |
| Saint-Georges-sur-Cher   | 2 711                | Jacques Paoletti      |       | HOR   |              |       |       |
| Saint-Gervais-la-Forêt   | 3 184                | Jean-Noël Chappuis    |       | DVG   |              |       |       |
| Saint-Laurent-Nouan      | 4 249                | Michel Laurent        |       | SE    |              |       |       |
| Saint-Ouen               | 3 016                | Jeanine Vaillant      |       | DVC   |              |       |       |
| Salbris                  | 4 880                | Alexandre Avril       |       | UDR   |              |       |       |
| Selles-sur-Cher          | 4 225                | Stella Cocheton       |       | DVD   |              |       |       |
| Vendôme                  | 15 566               | Laurent Brillard      |       | UDI   |              |       |       |
| Veuzain-sur-Loire        | 3 327                | Pierre Olaya          |       | SE    |              |       |       |
| Villebarou               | 2 558                | Philippe Masson       |       | SE    |              |       |       |
| Villefranche-sur-Cher    | 2 657                | Bruno Marechal        |       | EXD   |              |       |       |
| Vineuil                  | 8 050                | François Fromet       |       | DVG   |              |       |       |

### Résultats en nombre de maires
| Partis               | Partis                               | Maires sortants | Maires élus | Évolution |
| -------------------- | ------------------------------------ | --------------- | ----------- | --------- |
|                      | Divers gauche                        | 5               |             |           |
|                      | Les Écologistes                      | 1               |             |           |
|                      | Parti socialiste                     | 1               |             |           |
| Total gauche         | Total gauche                         | 7               |             |           |
|                      | Horizons                             | 2               |             |           |
|                      | Divers centre                        | 1               |             |           |
|                      | Mouvement démocrate                  | 1               |             |           |
|                      | Union des démocrates et indépendants | 1               |             |           |
| Total centre         | Total centre                         | 5               |             |           |
|                      | Les Républicains                     | 2               |             |           |
|                      | Divers droite                        | 1               |             |           |
| Total droite         | Total droite                         | 3               |             |           |
|                      | Divers extrême droite                | 1               |             |           |
|                      | Union des droites pour la République | 1               |             |           |
| Total extrême droite | Total extrême droite                 | 2               |             |           |
|                      | Sans étiquette                       | 9               |             |           |
| Total                | Total                                | 26              | 26          | -         |

## Résultats dans les communes de plus de 2 500 habitants

### Beauce la Romaine
- Maire sortant : Bernard Espugna (SE)
- 27 sièges à pourvoir au conseil municipal (population légale 2022 : 3 350 habitants)
- 3 sièges à pourvoir au conseil communautaire (CC des Terres du Val de Loire)

| Tête de liste | Tête de liste | Parti(s) | Nuance | Premier tour | Premier tour | Second tour | Second tour | Sièges | Sièges |
| Tête de liste | Tête de liste | Parti(s) | Nuance | Voix         | %            | Voix        | %           | CM     | CC     |
| ------------- | ------------- | -------- | ------ | ------------ | ------------ | ----------- | ----------- | ------ | ------ |

### Blois
- Maire sortant : Marc Gricourt (PS)
- 43 sièges à pourvoir au conseil municipal (population légale 2022 : 47 092 habitants)
- 33 sièges à pourvoir au conseil communautaire (CA de Blois « Agglopolys »)

| Tête de liste | Tête de liste | Parti(s) | Nuance | Premier tour | Premier tour | Second tour | Second tour | Sièges | Sièges |
| Tête de liste | Tête de liste | Parti(s) | Nuance | Voix         | %            | Voix        | %           | CM     | CC     |
| ------------- | ------------- | -------- | ------ | ------------ | ------------ | ----------- | ----------- | ------ | ------ |

### Cellettes
- Maire sortant : Joël Rutard (LR)
- 23 sièges à pourvoir au conseil municipal (population légale 2022 : 2 700 habitants)
- 1 siège à pourvoir au conseil communautaire (CA de Blois « Agglopolys »)

| Tête de liste | Tête de liste | Parti(s) | Nuance | Premier tour | Premier tour | Second tour | Second tour | Sièges | Sièges |
| Tête de liste | Tête de liste | Parti(s) | Nuance | Voix         | %            | Voix        | %           | CM     | CC     |
| ------------- | ------------- | -------- | ------ | ------------ | ------------ | ----------- | ----------- | ------ | ------ |

### Chailles
- Maire sortant : Florent Marmagne (SE)
- 23 sièges à pourvoir au conseil municipal (population légale 2022 : 2 708 habitants)
- 1 siège à pourvoir au conseil communautaire (CA de Blois « Agglopolys »)

| Tête de liste | Tête de liste | Parti(s) | Nuance | Premier tour | Premier tour | Second tour | Second tour | Sièges | Sièges |
| Tête de liste | Tête de liste | Parti(s) | Nuance | Voix         | %            | Voix        | %           | CM     | CC     |
| ------------- | ------------- | -------- | ------ | ------------ | ------------ | ----------- | ----------- | ------ | ------ |

### La Chaussée-Saint-Victor
- Maire sortant : Stéphane Baudu (MoDem)
- 27 sièges à pourvoir au conseil municipal (population légale 2022 : 4 488 habitants)
- 3 sièges à pourvoir au conseil communautaire (CA de Blois « Agglopolys »)

| Tête de liste | Tête de liste | Parti(s) | Nuance | Premier tour | Premier tour | Second tour | Second tour | Sièges | Sièges |
| Tête de liste | Tête de liste | Parti(s) | Nuance | Voix         | %            | Voix        | %           | CM     | CC     |
| ------------- | ------------- | -------- | ------ | ------------ | ------------ | ----------- | ----------- | ------ | ------ |

### Le Controis-en-Sologne
- Maire sortant : Antoine Lelarge (DVG)
- 33 sièges à pourvoir au conseil municipal (population légale 2022 : 6 787 habitants)
- 8 sièges à pourvoir au conseil communautaire (CC Val-de-Cher-Controis)

| Tête de liste | Tête de liste | Parti(s) | Nuance | Premier tour | Premier tour | Second tour | Second tour | Sièges | Sièges |
| Tête de liste | Tête de liste | Parti(s) | Nuance | Voix         | %            | Voix        | %           | CM     | CC     |
| ------------- | ------------- | -------- | ------ | ------------ | ------------ | ----------- | ----------- | ------ | ------ |

### Cour-Cheverny
- Maire sortant : François Croissandeau (SE)
- 23 sièges à pourvoir au conseil municipal (population légale 2022 : 2 830 habitants)
- 2 sièges à pourvoir au conseil communautaire (CA de Blois « Agglopolys »)

| Tête de liste | Tête de liste | Parti(s) | Nuance | Premier tour | Premier tour | Second tour | Second tour | Sièges | Sièges |
| Tête de liste | Tête de liste | Parti(s) | Nuance | Voix         | %            | Voix        | %           | CM     | CC     |
| ------------- | ------------- | -------- | ------ | ------------ | ------------ | ----------- | ----------- | ------ | ------ |

### Lamotte-Beuvron
- Maire sortant : Pascal Bioulac (HOR)
- 27 sièges à pourvoir au conseil municipal (population légale 2022 : 4 519 habitants)
- 11 sièges à pourvoir au conseil communautaire (CC Cœur de Sologne)

| Tête de liste | Tête de liste | Parti(s) | Nuance | Premier tour | Premier tour | Second tour | Second tour | Sièges | Sièges |
| Tête de liste | Tête de liste | Parti(s) | Nuance | Voix         | %            | Voix        | %           | CM     | CC     |
| ------------- | ------------- | -------- | ------ | ------------ | ------------ | ----------- | ----------- | ------ | ------ |

### Mer
- Maire sortant : Vincent Robin (DVG)
- 29 sièges à pourvoir au conseil municipal (population légale 2022 : 6 294 habitants)
- 14 sièges à pourvoir au conseil communautaire (CC Beauce Val de Loire)

| Tête de liste | Tête de liste | Parti(s) | Nuance | Premier tour | Premier tour | Second tour | Second tour | Sièges | Sièges |
| Tête de liste | Tête de liste | Parti(s) | Nuance | Voix         | %            | Voix        | %           | CM     | CC     |
| ------------- | ------------- | -------- | ------ | ------------ | ------------ | ----------- | ----------- | ------ | ------ |

### Montoire-sur-le-Loir
- Maire sortant : Arnaud Tafilet (SE)
- 27 sièges à pourvoir au conseil municipal (population légale 2022 : 3 678 habitants)
- 5 sièges à pourvoir au conseil communautaire (CA Territoires Vandômois)

| Tête de liste | Tête de liste | Parti(s) | Nuance | Premier tour | Premier tour | Second tour | Second tour | Sièges | Sièges |
| Tête de liste | Tête de liste | Parti(s) | Nuance | Voix         | %            | Voix        | %           | CM     | CC     |
| ------------- | ------------- | -------- | ------ | ------------ | ------------ | ----------- | ----------- | ------ | ------ |

### Mont-près-Chambord
- Maire sortant : Gilles Clément (LÉ)
- 23 sièges à pourvoir au conseil municipal (population légale 2022 : 3 360 habitants)
- 7 sièges à pourvoir au conseil communautaire (CC du Grand Chambord)

| Tête de liste | Tête de liste | Parti(s) | Nuance | Premier tour | Premier tour | Second tour | Second tour | Sièges | Sièges |
| Tête de liste | Tête de liste | Parti(s) | Nuance | Voix         | %            | Voix        | %           | CM     | CC     |
| ------------- | ------------- | -------- | ------ | ------------ | ------------ | ----------- | ----------- | ------ | ------ |

### Montrichard Val de Cher
- Maire sortant : Damien Hénault (LR)
- 29 sièges à pourvoir au conseil municipal (population légale 2022 : 3 641 habitants)
- 4 sièges à pourvoir au conseil communautaire (CC Val-de-Cher-Controis)

| Tête de liste | Tête de liste | Parti(s) | Nuance | Premier tour | Premier tour | Second tour | Second tour | Sièges | Sièges |
| Tête de liste | Tête de liste | Parti(s) | Nuance | Voix         | %            | Voix        | %           | CM     | CC     |
| ------------- | ------------- | -------- | ------ | ------------ | ------------ | ----------- | ----------- | ------ | ------ |

### Noyers-sur-Cher
- Maire sortant : Philippe Sartori (SE)
- 23 sièges à pourvoir au conseil municipal (population légale 2022 : 2 654 habitants)
- 3 sièges à pourvoir au conseil communautaire (CC Val-de-Cher-Controis)

| Tête de liste | Tête de liste | Parti(s) | Nuance | Premier tour | Premier tour | Second tour | Second tour | Sièges | Sièges |
| Tête de liste | Tête de liste | Parti(s) | Nuance | Voix         | %            | Voix        | %           | CM     | CC     |
| ------------- | ------------- | -------- | ------ | ------------ | ------------ | ----------- | ----------- | ------ | ------ |

### Romorantin-Lanthenay
- Maire sortant : Jeanny Lorgeoux (DVG)
- 33 sièges à pourvoir au conseil municipal (population légale 2022 : 18 377 habitants)
- 21 sièges à pourvoir au conseil communautaire (CC du Romorantinais et du Monestois)

| Tête de liste | Tête de liste | Parti(s) | Nuance | Premier tour | Premier tour | Second tour | Second tour | Sièges | Sièges |
| Tête de liste | Tête de liste | Parti(s) | Nuance | Voix         | %            | Voix        | %           | CM     | CC     |
| ------------- | ------------- | -------- | ------ | ------------ | ------------ | ----------- | ----------- | ------ | ------ |

### Saint-Aignan
- Maire sortant : Éric Carnat (SE)
- 23 sièges à pourvoir au conseil municipal (population légale 2022 : 2 826 habitants)
- 3 sièges à pourvoir au conseil communautaire (CC Val-de-Cher-Controis)

| Tête de liste | Tête de liste | Parti(s) | Nuance | Premier tour | Premier tour | Second tour | Second tour | Sièges | Sièges |
| Tête de liste | Tête de liste | Parti(s) | Nuance | Voix         | %            | Voix        | %           | CM     | CC     |
| ------------- | ------------- | -------- | ------ | ------------ | ------------ | ----------- | ----------- | ------ | ------ |

### Saint-Georges-sur-Cher
- Maire sortant : Jacques Paoletti (HOR)
- 23 sièges à pourvoir au conseil municipal (population légale 2022 : 2 711 habitants)
- 3 sièges à pourvoir au conseil communautaire (CC Val-de-Cher-Controis)

| Tête de liste | Tête de liste | Parti(s) | Nuance | Premier tour | Premier tour | Second tour | Second tour | Sièges | Sièges |
| Tête de liste | Tête de liste | Parti(s) | Nuance | Voix         | %            | Voix        | %           | CM     | CC     |
| ------------- | ------------- | -------- | ------ | ------------ | ------------ | ----------- | ----------- | ------ | ------ |

### Saint-Gervais-la-Forêt
- Maire sortant : Jean-Noël Chappuis (DVG)
- 23 sièges à pourvoir au conseil municipal (population légale 2022 : 3 184 habitants)
- 2 sièges à pourvoir au conseil communautaire (CA de Blois « Agglopolys »)

| Tête de liste | Tête de liste | Parti(s) | Nuance | Premier tour | Premier tour | Second tour | Second tour | Sièges | Sièges |
| Tête de liste | Tête de liste | Parti(s) | Nuance | Voix         | %            | Voix        | %           | CM     | CC     |
| ------------- | ------------- | -------- | ------ | ------------ | ------------ | ----------- | ----------- | ------ | ------ |

### Saint-Laurent-Nouan
- Maire sortant : Michel Laurent (SE)
- 27 sièges à pourvoir au conseil municipal (population légale 2022 : 4 249 habitants)
- 7 sièges à pourvoir au conseil communautaire (CC du Grand Chambord)

| Tête de liste | Tête de liste | Parti(s) | Nuance | Premier tour | Premier tour | Second tour | Second tour | Sièges | Sièges |
| Tête de liste | Tête de liste | Parti(s) | Nuance | Voix         | %            | Voix        | %           | CM     | CC     |
| ------------- | ------------- | -------- | ------ | ------------ | ------------ | ----------- | ----------- | ------ | ------ |

### Saint-Ouen
- Maire sortante : Jeanine Vaillant (DVC)
- 23 sièges à pourvoir au conseil municipal (population légale 2022 : 3 016 habitants)
- 4 sièges à pourvoir au conseil communautaire (CA Territoires Vendômois)

| Tête de liste | Tête de liste | Parti(s) | Nuance | Premier tour | Premier tour | Second tour | Second tour | Sièges | Sièges |
| Tête de liste | Tête de liste | Parti(s) | Nuance | Voix         | %            | Voix        | %           | CM     | CC     |
| ------------- | ------------- | -------- | ------ | ------------ | ------------ | ----------- | ----------- | ------ | ------ |

### Salbris
- Maire sortant : Alexandre Avril (UDR)
- 27 sièges à pourvoir au conseil municipal (population légale 2022 : 4 880 habitants)
- 13 sièges à pourvoir au conseil communautaire (CC de la Sologne des Rivières)

| Tête de liste | Tête de liste | Parti(s) | Nuance | Premier tour | Premier tour | Second tour | Second tour | Sièges | Sièges |
| Tête de liste | Tête de liste | Parti(s) | Nuance | Voix         | %            | Voix        | %           | CM     | CC     |
| ------------- | ------------- | -------- | ------ | ------------ | ------------ | ----------- | ----------- | ------ | ------ |

### Selles-sur-Cher
- Maire sortante : Stella Cocheton (DVD)
- 27 sièges à pourvoir au conseil municipal (population légale 2022 : 4 225 habitants)
- 5 sièges à pourvoir au conseil communautaire (CC Val-de-Cher-Controis)

| Tête de liste | Tête de liste | Parti(s) | Nuance | Premier tour | Premier tour | Second tour | Second tour | Sièges | Sièges |
| Tête de liste | Tête de liste | Parti(s) | Nuance | Voix         | %            | Voix        | %           | CM     | CC     |
| ------------- | ------------- | -------- | ------ | ------------ | ------------ | ----------- | ----------- | ------ | ------ |

### Vendôme
- Maire sortant : Laurent Brillard (UDI)
- 33 sièges à pourvoir au conseil municipal (population légale 2022 : 15 566 habitants)
- 25 sièges à pourvoir au conseil communautaire (CA Territoires Vendômois)

| Tête de liste | Tête de liste | Parti(s) | Nuance | Premier tour | Premier tour | Second tour | Second tour | Sièges | Sièges |
| Tête de liste | Tête de liste | Parti(s) | Nuance | Voix         | %            | Voix        | %           | CM     | CC     |
| ------------- | ------------- | -------- | ------ | ------------ | ------------ | ----------- | ----------- | ------ | ------ |

### Veuzain-sur-Loire
- Maire sortant : Pierre Olaya (SE)
- 23 sièges à pourvoir au conseil municipal (population légale 2022 : 3 327 habitants)
- 2 sièges à pourvoir au conseil communautaire (CA de Blois « Agglopolys »)

| Tête de liste | Tête de liste | Parti(s) | Nuance | Premier tour | Premier tour | Second tour | Second tour | Sièges | Sièges |
| Tête de liste | Tête de liste | Parti(s) | Nuance | Voix         | %            | Voix        | %           | CM     | CC     |
| ------------- | ------------- | -------- | ------ | ------------ | ------------ | ----------- | ----------- | ------ | ------ |

### Villebarou
- Maire sortant : Philippe Masson (SE)
- 23 sièges à pourvoir au conseil municipal (population légale 2022 : 2 558 habitants)
- 1 siège à pourvoir au conseil communautaire (CA de Blois « Agglopolys »)

| Tête de liste | Tête de liste | Parti(s) | Nuance | Premier tour | Premier tour | Second tour | Second tour | Sièges | Sièges |
| Tête de liste | Tête de liste | Parti(s) | Nuance | Voix         | %            | Voix        | %           | CM     | CC     |
| ------------- | ------------- | -------- | ------ | ------------ | ------------ | ----------- | ----------- | ------ | ------ |

### Villefranche-sur-Cher
- Maire sortant : Bruno Marechal (EXD)
- 23 sièges à pourvoir au conseil municipal (population légale 2022 : 2 657 habitants)
- 4 sièges à pourvoir au conseil communautaire (CC du Romorantinais et du Monestois)

| Tête de liste | Tête de liste | Parti(s) | Nuance | Premier tour | Premier tour | Second tour | Second tour | Sièges | Sièges |
| Tête de liste | Tête de liste | Parti(s) | Nuance | Voix         | %            | Voix        | %           | CM     | CC     |
| ------------- | ------------- | -------- | ------ | ------------ | ------------ | ----------- | ----------- | ------ | ------ |

### Vineuil
- Maire sortant : François Fromet (DVG)
- 29 sièges à pourvoir au conseil municipal (population légale 2022 : 8 050 habitants)
- 5 sièges à pourvoir au conseil communautaire (CA de Blois « Agglopolys »)

| Tête de liste | Tête de liste | Parti(s) | Nuance | Premier tour | Premier tour | Second tour | Second tour | Sièges | Sièges |
| Tête de liste | Tête de liste | Parti(s) | Nuance | Voix         | %            | Voix        | %           | CM     | CC     |
| ------------- | ------------- | -------- | ------ | ------------ | ------------ | ----------- | ----------- | ------ | ------ |